# Max Reinthaler
Maximilian „Max“ Reinthaler (* 22. März 1995 in Meran) ist ein italienischer Fußballspieler. Der Abwehrspieler steht beim TSV 1860 München unter Vertrag.

## Karriere
Reinthaler begann seine Karriere beim Bozner FC und spielte danach für den FC Südtirol. 2009 wechselte er in die Jugend von Udinese Calcio. Sein einziges Pflichtspiel für den Verein absolvierte er am 6. Dezember 2012 in der Europa League bei der 0:1-Niederlage im Heimspiel gegen den FC Liverpool, als er in der 65. Minute für Medhi Benatia eingewechselt wurde. 2013 ging Reinthaler zum deutschen Landesligisten TSV Gersthofen, für den er zwölfmal zum Einsatz kam. Nach rund einem halben Jahr verließ er den Verein und wechselte zum schwedischen Fünftligisten Rydaholms GoIF. Ab Ende Juli 2014 spielte Reinthaler beim deutschen Bundesligisten FC Augsburg. Sein Debüt für dessen zweite Mannschaft in der Regionalliga Bayern gab er am 16. August 2014 beim 2:0-Sieg gegen die zweite Mannschaft des FC Bayern München. Reinthaler blieb vier Jahre in Augsburg und absolvierte während dieser Zeitspanne 68 Regionalliga-Partien für die dortige Reservemannschaft. Hierbei gelangen ihm zwei Tore. 
In der Sommerpause 2018 wechselte Reinthaler zum Drittligisten Hansa Rostock und unterschrieb dort einen Zweijahresvertrag. Zu seinem ersten Pflichtspieleinsatz für den Klub an der Warnow kam er am 18. August 2018 während des Erstrundenspiels im DFB-Pokal gegen den Bundesligisten VfB Stuttgart (2:0), als er in der 89. Spielminute für Cebio Soukou eingewechselt wurde. Im Laufe der Saison 2018/19 erhielt „Max“ zunächst drei Kurzeinsätze bei der ersten Männermannschaft der Hanseaten und vier weitere im Landespokal, der gewonnen wurde. Am letzten Spieltag beim Auswärtsspiel gegen den VfR Aalen (1:1) stand er erstmals in der Startelf und spielte über die volle Distanz. Sieben zusätzliche Einsätze erhielt Reinthaler in der Reservemannschaft der Rostocker in der Oberliga Nordost. In der Drittliga-Saison 2019/20 berücksichtigte ihn Hansa-Trainer Jens Härtel in 22 von möglichen 38 Spielen und setzte ihn zudem zweimal im Landespokal ein. Sowohl 2019 als auch 2020 konnte er mit den Norddeutschen den sechsten Tabellenplatz belegen. Aufgrund seiner positiven Entwicklung bei Hansa verlängerte der Mittelfeldspieler im Juli 2020 seinen auslaufenden Vertrag um ein weiteres Jahr bis zum 30. Juni 2021. In der Saison 2020/21, in der er in nur sieben Partien mitwirken konnte, gelang ihm mit dem FCH der Aufstieg in die 2. Bundesliga. Anschließend verließ er den F.C. Hansa nach drei Jahren.
Sein Weg führte ligaintern zum Drittligisten FSV Zwickau, wo er einen bis 2023 gültigen Vertrag erhielt. Im Sommer 2022 wechselte er zum Ligakonkurrenten SV Wehen Wiesbaden und unterschrieb einen Vertrag bis 2024. Dort etablierte er sich in der Innenverteidigung und kam auf 30 Einsätze in der Drittligasaison 2022/23, an deren Ende er mit dem SVWW in die 2. Bundesliga aufstieg. In der Saison 2023/24 kam er jedoch nur noch zu einem Einsatz (bei dem er den Ausgleich gegen Schalke 04 erzielte) und wechselte Ende Januar 2024 zurück in die 3. Liga zum TSV 1860 München.

## Erfolge
Hansa Rostock
- Landespokalsieger Mecklenburg-Vorpommern: 2019, 2020
- Aufstieg in die 2. Bundesliga: 2021

Wehen Wiesbaden
- Aufstieg in die 2. Bundesliga: 2023